# ARM Holdings
ARM Holdings plc (působící pod obchodní značkou arm) je britská firma působící v oboru výpočetní techniky. Zabývá se vývojem procesorů ARM, ale také navrhuje a licencuje i celé počítačové platformy a vyvíjí programátorské nástroje. Ovládá jí japonská SoftBank Group.
Byla založena v roce 1990 firmami Acorn Computers, Apple Computer a VLSI Technology, aby rozvíjela RISCové procesory ARM poprvé použité v počítačích Acorn Archimedes a dnes rozšířené zejména v oblasti mobilních telefonů a vestavěných systémů. Jedná se o jednoho z nejvýznamnějších hráčů na poli procesorů pro mobilní telefony.
Byla kótována na London Stock Exchange, v roce 2016 všechny akcie vykoupila japonská SoftBank Group. V roce 2020 byl oznámen její prodej společnosti Nvidia, transakce však nebyla dokončena a v roce 2022 úplně zrušena. SoftBank místo toho v roce 2023 firmu kótovala na Nadsdaq, kam však uvedla pouze minoritní 10 % podíl.